# Пам'ятник героям-піонерам (Каменськ-Шахтинський)
Пам'ятник героям-піонерам (рос. Памятник героям-пионерам) — пам'ятник-стела «Героям-піонерам» відкрито на проспекті Карла Маркса біля входу в Піонерський сквер 2 листопада 1967 року в місті Каменськ-Шахтинський Ростовської області.

## РоманПрисяжнюк
У роки Німецько-радянської війни (з 19 липня 1942 року по 13 лютого 1943 року) Каменськ був зайнятий німецькими військами. Гітлерівці вчиняли в місті беззаконня, вбивали, грабували місцеве населення. Окупація тривала сім місяців. У визволенні свого міста від німецьких загарбників брали участь школярі. Звільнення Каменська почалося в січні 1943 року, в місті йшли запеклі бої.
20 січня 1943 року передові частини Червоної Армії прорвалися до Каменську. Школярі розповіли червоноармійцям про місця розташування ворожих солдатів, танків і гармат. Чисельність угруповання радянських військ була невелика, підтримували піхоту два танки. Бійці Червоної Армії не змогли увійти в місто і звільнити його. Як тільки закінчився бій німці і поліцаї провели каральну акцію. Фашисти хапали всіх підряд підлітків і навіть хлопчиків 8-9 років. Німці допитували хлопців із застосуванням жорстоких тортур, але маленькі герої нічого не сказали ворогу. Після допитів фашисти і поліцаї розстріляли хлопчиків в підвалі будівлі, де зараз знаходиться Гімназія № 12. За іншими даними, їх розстріляли в сусідньому через вулицю Новоселівську (нині Щаденко) будинку, що знаходився на території нинішнього міського парку Гагаріна.
Місто Каменськ-Шахтинський був звільнений від німецьких загарбників через три тижні. 2 листопада 1967 року в центральному міському сквері відкрили пам'ятник Героям-піонерам із зазначенням імен загиблих дітей. Загинуло понад сорок школярів, вони були поховані з військовими почестями. Одна з вулиць названа на їх честь — вулиця Героїв-Піонерів, яка була перейменована з Лінійної у 1973 році.
Автор пам'ятки — Каменський художник Анатолій Григорович Деркунський. На стелі викарбувані імена героїв.
У 1996 році пам'ятник був реконструйований.
На стелі викарбувані імена героїв — Бабков В., Блінов Г. Ф., Бєрвєнєв Г. П., Виріков А. П., Глухівська І. К., Гєрловскій А. Ф., Донченко С. В., Дробовач І. П ., Захарченко Н., Іванов С. А., Крамаров В. Ф., Крамаров Д. Ф., Кучеров І., Красніков М. Ф., Кочетова З., Купрєчєнков І. Д., Ланін О. В., Міньков Б. Г., Новодворскій І. П., Новіков Н., Панфілов І., Рєвін Ю. І., Руденко І., Стахієва М. А., Славін В. А., Слівіна Б. А., Сучілін М . А., Хапрічков Ю. І., Хітайленко В. С., Чєпєлєв Н. М., Чєпєлєв В. М., Чумаков Ю., Шачнєв А. Г., Яковлєв П. Д., Яровенко Ю. Д.
"У січні 1943 року почалося звільнення Каменська, в місті йшли запеклі бої. "19 січня всі мешканці з нашого і сусідніх будинків ховалися в підвалі двоповерхового бараку, спали на підлозі. А хлопчаки вночі спостерігали, як німці йшли до військової частини за залізницею. Покидавши свої речі, ніби поспіхом відступивши остаточно, вони залишили на другому поверсі будинку навпроти, на горищах інших будинків — солдат з кулеметами-автоматами. Вранці 20 січня у двір будинку в'їхав радянський танк. Німці його зверху обстріляли, поранили танкіста. Під час короткого затишшя жінки витягли його, спробували надати допомогу, але він помер від ран.
Слідом за першим танком у двір увірвався другий, трохи менше, і застряг в воронці від снаряда. Хлопчаки, ризикуючи життям, вискочили з підвалу і стали показувати, де вогневі точки фашистів. Але вибратися з танка бійці теж не встигли — їх розстріляли. Сили були надто нерівними.
Як тільки закінчився бій, у дворі з'явилися німці і поліцаї, наказали всім вийти з підвалу і під конвоєм повели чоловіків, підлітків і навіть хлопчиків 8-9 років. Забрали батька і старших братів Чепелєва -17-річного Василя та 16-річного Миколи.
Всіх повели в будівлю школи № 1 (зараз гімназія № 12). Батька і тих, у кого при собі були документи, відразу відпустили, а Вася з Колею залишилися. Вранці 21 січня в будинку з'явився 9-річний сусід Чепелєва Сергій Удовиченко. Хлопчик був поранений в плече.
Він розповів, що всю ніч фашисти протримали їх у школі, а на світанку повели на розстріл. Виводили по троє під конвоєм, втекти було неможливо. По дорозі били прикладами. Ставили на краю підвалу, що був розташований через дорогу (на цьому місці в парку імені Гагаріна зараз кафе) і розстріляли. В кінці розправи для більшої певності, фашисти кинули в підвал три гранати. Це просто диво, що комусь вдалося врятуватися. Крім Сергія Удовиченко вижили Володя Брусс і Андрій Кучеров. Хлопці дочекалися, коли кати розійдуться, і допомагаючи один одному, вибралися з підвалу. Вони пролежали на снігу до світанку, а потім різними шляхами повернулися додому. Надії на те, що Вася або Коля залишилися в живих, у Михайла Карповича і Пелагеї Федорівни не залишилося — Сергій своїми очима бачив, як їх розстріляли … "

## Роман Присяжнюк
1. ↑  Герої Піонери. Архів оригіналу за 20 червня 2017. Процитовано 24 липня 2017.
2. ↑  External link. wikimapia.org. Архів оригіналу за 4 листопада 2018. Процитовано 3 листопада 2018.

- Пам'ятник піонерів і школярів міста, загиблим від рук фашистських загарбників у січні 1943 року [Архівовано 16 квітня 2021 у Wayback Machine.]
- Визначні Пам'ятки міста [Архівовано 16 жовтня 2017 у Wayback Machine.]
- Пам'ятна стела на честь героїв-піонерів (Каменськ-Шахтинський) [Архівовано 31 жовтня 2018 у Wayback Machine.]
- Пам'ятник Героям-піонерам